# Singing Got Better
"Singing Got Better" (em coreano:  "노래가 늘었어") é uma canção da cantora coreana-americana Ailee, lançada digitalmente em 6 de janeiro de 2014 através da YMC Entertainment.

## Antecedentes e lançamento
Em 16 de dezembro foi revelado que Ailee faria seu comeback em janeiro de 2014, após seis meses de hiato. De acordo com um porta-voz da YMC, ela estava organizando sua agenda e planejando seu retorno. Ailee se reuniu com seu mentor Wheesung, que também produziu "Heaven". A faixa-título de seu lançamento é chamada de "Singing Got Better" e é descrita como uma delicada balada de rock aperfeiçoada com a voz e cor distintas de Ailee.
Um vídeo teaser foi lançado em 2 de janeiro. No vídeo Ailee é vista saindo de um edifício cercada por guarda-costas enquanto ela se lembra da briga com o namorado dela. A canção digital e o videoclipe completo foram lançados em 6 de janeiro. O videoclipe conta com a participação de Lee Joon do MBLAQ.

## Promoções
As promoções da canção "Singing Got Better" iniciaram em 9 de janeiro, no M! Countdown da Mnet. A canção também foi promovida nos programas musicais Music Bank, Show! Music Core e Inkigayo.

## Paradas
| Parada                       | Melhor posição |
| ---------------------------- | -------------- |
| Gaon Singles chart           | 1              |
| Gaon Local Singles chart     | 1              |
| Gaon Streaming Singles chart | 5              |
| Gaon Download Singles chart  | 1              |
| Gaon BGM chart               | 7              |
| Gaon Mobile Ringtone chart   | 23             |
| Billboard K-Pop Hot 100      | 3              |

## Créditos
- Ailee - Vocais
- Wheesung - Produção, composição, arranjo, música